# Andrés Sorel
Andrés Sorel, pseudónimo de Andrés Martínez Sánchez (Segovia, 1937-Madrid, 7 de enero de 2019), fue un escritor español, fundador, presidente y responsable de Cultura del diario Liberación.

## Biografía
De padre castellano y madre andaluza, nació en Segovia durante la guerra civil española. Fue hermano del también escritor Antonio Martínez Menchén. 
Estudió Magisterio y Filosofía y Letras. Durante la dictadura fue miembro del Partido Comunista de España. Fue corresponsal de Radio España Independiente entre 1962 y 1971 y dirigió en París la publicación Información Española, destinada a la emigración española en Europa. El apellido Sorel lo tomó del Julien Sorel, protagonista de la novela Rojo y negro, del escritor francés Stendhal. 
Durante la dictadura franquista, el ministro de Información y Turismo, Manuel Fraga Iribarne, prohibió la publicación de sus obras.
En 1963 abandonó el Partido Comunista por diferencias ideológicas y políticas. 
Tras la Revolución cubana viajó en numerosas ocasiones a la isla, donde entrevistó a Fidel Castro y al Che Guevara. Mantuvo su apoyo al gobierno cubano incluso tras su salida del Partido Comunista.
A la muerte de Franco regresó a España y colaboró en diversos periódicos y publicaciones de izquierda, entre los cuales destaca la fundación en 1984 del diario Liberación, presentado como el primer diario de izquierdas radical del país.
Fue secretario general de la Asociación Colegial de Escritores de España y director de la revista República de las Letras.

## Obras
Publicó más de cincuenta libros y participó en más de mil conferencias en diversas ciudades del mundo. Sus libros han sido traducidos y publicados en Estados Unidos, Cuba, Portugal, Rumanía, Reino Unido y Eslovaquia.

### Narrativa
- Discurso de la Política y el sexo. 1978- Zero. Zyx. ISBN 978-84-317-0460-5
- Concierto en Sevilla. 	1982. Cátedra. 2003. RD Editores. ISBN 978-84-87070-18-1
- Babilonia, la puerta del cielo. 	1989. Exadra. ISBN 978-84-87070-18-1
- Regreso a las armas. (1998. Txalaparta argitaletxea. Tafalla). ISBN 978-84-8136-092-9 (En Google Books)
- Las voces del estrecho. 	1999. Muchik Ed. Ediciones 62. ISBN 978-84-7669-417-6
- Apócrifo de Luis Cernuda. 2004. RD Editores. ISBN 978-84-95724-51-9
- La noche en que fui traicionada. 	2004. Planeta Editorial. ISBN 978-84-08-04365-2
- Jesús, el hombre sin Evangelios. 	2004. Editorial EDAF. ISBN 978-84-414-1594-2
- El falangista vencido y desarmado. 2006. RD Editores, ISBN 978-84-95724-41-0
- Último tango en Auschwitz. 2013. Ediciones Akal, ISBN 978-84-460-3746-0
- ... y todo lo que es misterio... 2015. Ediciones Akal, ISBN 978-84-460-4158-0. Obra finalista del Premio de la Crítica de Castilla y León en 2016.[4]

### Ensayo
- Introducción a Cuba, 1972 Zero. S.A. 197' ISBN 978-84-317-0132-1
- Cuba (1974). CVS (Cindos-Videosistemas, S.A.) ISBN 978-84-354-0010-7
- Castilla como agonía. 1975. Editora nacional. ISBN 978-84-86047-42-9
- Miguel Hernández, escritor y poeta de la Revolución. 1976. Zero-Zyx.
- Liberación, desolación de la utopía. 1987. Ediciones Libertarias.
- Dolores Ibárruri, Memoria Humana. 1992. Madrid. Ediciones Libertarias-Prodhufi, S.A. ISBN 978-84-7954-067-8
- El libro de los españoles no imaginarios. 1994. Ediciones Libertarias. ISBN 978-84-7954-207-8
- La guerrilla antifranquista. 2002. Txalaparta. ISBN 978-84-8136-229-9
- Yo, García Lorca. 2002. Txalaparta argitaletxea. ISBN 978-84-8136-081-3 (En Google Books)
- Mañana, Cuba. 2005. RD. Editores. ISBN 978-84-95724-86-1
- Siglo XX, Tiempo de Canallas. 2006. Txalaparta argitaletxea. Tafalla. ISBN 978-84-8136-450-7
- Saramago, una mirada triste y lúcida. 2007. Algaba. Editorial Edaf. ISBN 978-84-96107-79-3
- Miguel Hernández, memoria humana. 2010. Ediciones Vitruvio. ISBN 978-84-92770-39-7
- ETA. 2018. Ediciones Akal. ISBN 978-84-16842-15-5

### Otros títulos
- Cuba, la revolución crucificada.
- Castilla como agonía, Castilla como esperanza.
- Miseria de nuestra cultura.
- Vida y Obra de Ernesto Che Guevara.
- Guía popular de Antonio Machado.
- 4º Mundo, emigración española en Europa.
- Búsqueda, reconstrucción e historia de la guerrilla española del siglo a través de sus historias, relatos y protagonistas .
- La caverna del comunismo. 	2007. RD Editores.
- Iluminaciones. Antonio Gamoneda. 	2009. RD Editores.
- Ediciones críticas y ensayos sobre José Martí, Antonio Machado, Luis Cernuda, León Felipe, Gerardo de Nerval, José María Arguedas, etc.